# Localiza
Localiza&CO, conhecida apenas como Localiza, é uma empresa brasileira de aluguel de veículos, atuante nas principais cidades e aeroportos do Brasil e México, também atua na Argentina, Colômbia, Equador, Paraguai e Uruguai. 
Atualmente, opera cerca de 950 agências e pontos de vendas em 366 cidades brasileiras e em 5 países da América do Sul, contando com cerca de 22 mil funcionários e uma frota total superior a 669 mil veículos.

## História
Foi fundada em 1973, na época do primeiro choque do petróleo, com seis fuscas usados e comprados a crédito.
Em 1985, passaram a adotar a estratégia de franchising como resposta à crise da dívida externa de 1983. O resultado foi o fortalecimento da marca Localiza com a ampliação da presença no mercado.
A Localiza passou a vender seus carros seminovos diretamente ao consumidor final. Essa modalidade de venda permitiu à empresa reduzir seus custos de depreciação e gerar receita para a renovação de sua frota de aluguel.
A empresa abriu o seu capital na Bovespa (atual B3) em 20 de maio de 2005 e conseguiu arrecadar cerca de 284 milhões de reais.
O empresário Salim Mattar, um dos sócios da Localiza e ex-presidente do conselho de administração, foi escolhido em 23 de novembro de 2018 para comandar a Secretaria de Privatizações, uma das secretarias ligadas ao Ministério da Economia no governo de Jair Bolsonaro.
Em 2020, a Localiza anunciou uma fusão com a Unidas S.A. (Companhia de Locação das Américas), a fusão foi aprovada com restrições em dezembro de 2021 pelo CADE e oficializada em julho de 2022. Como parte das restrições do CADE, parte dos ativos de RAC e seminovos da Unidas Locadora S.A. (desinvestidos da Unidas S.A.) foram repassados à Ouro Verde – empresa de gestão e terceirização de frota – que passa a adotar o nome Unidas. Em 7 de dezembro de 2022, a Localiza anunciou, durante a primeira edição do Localiza Day, no Transamerica Expo Center, em São Paulo, seu rebranding para a Localiza&Co, holding que passa a englobar as marcas Localiza (Localiza; Localiza Meoo; Localiza+; Localiza Seminovos; Localiza Empresas; Zarp Localiza e Eqip Localiza). A empresa ainda apresentou uma nova identidade visual.
A empresa se beneficiou de decisões do governador de Minas Gerais, Romeu Zema, e da Assembleia Legislativa de Minas Gerais, de anistiar impostos de locadoras de veículos em 2023. A decisão vem após a doação de sócios da Localiza para a campanha de Romeu Zema, para as eleições estaduais em Minas Gerais em 2022.